# 緬甸腹囊海龍
緬甸腹囊海龍（学名：Microphis dunckeri），為輻鰭魚綱棘背魚目海龍魚科的其中一種，分布於亞洲緬甸的淡水或半鹹水水域，體長可達12公分，棲息在河流及河口區，卵胎生。